# Manuel Bulnes
Pour les articles homonymes, voir Bulnes.
Manuel Bulnes Prieto (25 décembre 1799, Concepción - 18 octobre 1866, Santiago) est un militaire et homme d'État chilien. Il est deux fois président du Chili, de 1841 à 1846 et de 1846 à 1851.

## Biographie
À l'âge de 16 ans, il est fait prisonnier comme révolutionnaire par les autorités espagnoles, mais il est bientôt libéré et, en 1818, rejoint l'armée de San Martin avec laquelle il sert comme colonel pendant la guerre d’indépendance du Chili. Après trois ans de guerre continue (1820-1823), il participe à la conquête temporaire des Indiens Arucanians. Il est nommé brigadier-général en 1831. En 1832, il traverse la Cordillère avec notamment le militaire français Jorge Beauchef et bat de façon décisive les frères Pincheira à la bataille d'Epulafquen (es).
Puis Bulnes devient commandant de l'armée chilienne en 1838 et combat le général Santa Cruz au Pérou. Après avoir pris Lima et gagné les batailles de Huaraz et Puente del Buin (es), il associe ses forces à celles de Gamarra et bat Santa Cruz à la bataille de Yungay (19 janvier 1839), mettant ainsi un terme à la confédération entre le Pérou et la Bolivie.

## Présidence (1841-1851)
Ses présidences sont caractérisées par l'expansion éducative et culturelle, soutenue par l'encouragement des intellectuels étrangers à venir au Chili. L'Institut national est réformé et plusieurs écoles primaires sont établies. À Santiago l'université du Chili est fondée au cours de sa présidence en 1842,.
Bulnes décide également une amnistie générale afin de réconcilier les groupes qui se sont opposés les uns aux autres pendant la guerre civile de 1829.
En ce qui concerne les objectifs stratégiques de la nation, Bulnes fonda Fort Bulnes en 1843 afin d'établir et de faire respecter la souveraineté sur le détroit de Magellan; ce qui a été fait à Punta Arenas six ans plus tard avec le développement d'une communauté sédentaire qui était et reste la commune la plus au sud dans le monde et a été fondamental pour le développement économique du pays. Les populations d’origine allemande avaient été choisies pour coloniser cette partie jusque-là très peu peuplée au sud du Chili à la suite des révolutions de 1848, ce qui a donné une impulsion à l'émigration européenne. C’est aussi pendant la présidence de Bulnes que l'ancienne puissance coloniale, l'Espagne, a reconnu l'indépendance du Chili et s’est impliquée dans la construction du premier chemin de fer du Chili.
Manuel Bulnes Prieto meurt à Santiago.